# Philip Archibald Gibbs
Pour les articles homonymes, voir Philip Gibbs et Gibbs.
Philip Archibald Gibbs (5 août 1893-4 mars 1960) est un homme politique canadien de la Colombie-Britannique. Il est député provincial libéral dans la circonscription britanno-colombienne de Oak Bay de 1952 à 1960. Il meurt en fonction des suites d'un cancer.